# Lydia Widemanová
Lydia Widemanová, provdaná Lehtonenová (17. května 1920 Vilppula – 13. dubna 2019 Tampere) byla finská běžkyně na lyžích. Byla členkou klubu Tamperen Hiihtoseura a pracovala jako účetní. V roce 1952 se v Oslo stala první ženou, která vyhrála olympijský závod v běhu na lyžích, i když ve 31 letech byla nejstarší účastnicí her. Vyhrála také Lyžařské hry v Lahti 1952.
Pocházela z deseti dětí, měla sestru-dvojče Tyyne, která byla také závodní lyžařkou.
V roce 2000 jí byla udělena cena Pro Urheilu. Od února 2018 do dubna 2019 byla nejstarším žijícím olympijským vítězem.